# Liste der denkmalgeschützten Objekte in Osvračín
Grundlage dieser Liste der denkmalgeschützten Objekte in Osvračín ist die ÚSKP-Liste (Ústřední seznam kulturních památek České republiky, deutsch Zentrale Liste der Kulturdenkmäler der Tschechischen Republik), die von der tschechischen Denkmalschutzbehörde NPÚ (Národní památkový ústav, deutsch Nationale Denkmalbehörde) seit 1987 geführt wird und an die seit dem Jahr 1850 geschaffenen Listen anschließt.

## Denkmalgeschützte Objekte nach Ortsteilen

### Osvračín
| Lage                                                                | Objekt              | Beschreibung                                           | ÚSKP-Nr.                  | Bild                |
| ------------------------------------------------------------------- | ------------------- | ------------------------------------------------------ | ------------------------- | ------------------- |
| Osvračín 1 (Standort)                                               | Schloss             | 18. Jahrhundert                                        | 12422/4-4820 Info Katalog | weitere Bilder      |
| Osvračín, Ortsmitte (Standort)                                      | Kirche Mariä Geburt | 1384 erstmals erwähnt                                  | 12423/4-4819 Info Katalog | Kirche Mariä Geburt |
| Osvračín, östlich des Ortes auf dem Ufer des Dravý potok (Standort) | Burg                | Burgruine, 13. Jahrhundert, mit archäologischen Spuren | 34002/4-4032 Info Katalog | BW                  |